# Három fenség és öt császár kora
A három fenség és öt császár kora a kínai történelem legkorábbi legendás korszaka, amely jóval megelőzi a történeti dinasztiákat. A konfucianizmus előretörésének és térnyerésének köszönhetően a régi kínai világ legősibb mítoszai az írott formában feljegyzett, krónikákba foglalt történelem részévé váltak. Ez a történelemformálás még a Han-dinasztia idején zajlott, melynek során az i. e. 3. évezred kezdetéig visszamenően összegyűjtötték és megpróbálták időrendbe állítani a töredékes formában fennmaradt mítoszokat, legendákat és vallással kapcsolatos eseményeket, melyeket később történelmi tényeknek tekintettek. Így azok a kultúrhéroszokat, akiket az i. e. 5-3. század különböző vallásos vagy világi közösségei patrónusul választottak, s akiknek az emberiség legalapvetőbb intézményeit, és a környezethez való alkalmazkodás képességét köszönhette, beillesztették a kronologikus történelmükbe. Így a legendás kultúrhéroszok hivatalosan is a kínai történelem részeseivé váltak.

## A három fenség kora
A legendákból és kultúrhéroszok felhasználásával historizált kínai történelem az úgy nevezett „három" fenség” (szan huang (san huang) 三皇) korával kezdődik. Abban azonban már eltérnek a források, hogy mely három kultúrhérosz tartozik a „három fenség” csoportjába. A legstabilabb helye Fu-hszi (Fuxi)nak 伏羲 és Sen-nung (Shennong)nak 神農 van. Az előbbi a hagyomány szerint  kb. i. e. 2800-tól i. e. 2737-ig, az utóbbi pedig kb. i. e. 2737-től kb. i. e. 2698-ig uralkodott. Az alábbi táblázatban a különböző forrásokban szereplő „három" fenség” neve szerepel:
| Források | Három fenség |
| --- | --- |
| A történetíró feljegyzései                                                                                             | Égi fenség (Tien huang (Tian huang) 天皇), Földi fenség (Ti huang (Di huang) 地皇), Taj (Tai) fenség (Taj huang (Tai huang) 泰皇) vagy Fu-hszi (Fuxi) 伏羲, Nü-va (Nüwa) 女媧, Sen-nung (Shennong) 神農 |
| Ti vang si-hszi (Di wang shixi) 《帝王世系》                                                                           | Fu-hszi (Fuxi) 伏羲, Sen-nung (Shennong) 神農, Huang-ti (Huangdi) 黃帝 |
| Si pen (Shi ben) 《世本》                                                                                              | Fu-hszi (Fuxi) 伏羲, Sen-nung (Shennong) 神農, Huang-ti (Huangdi) 黃帝 |
| Paj-hu tung-ji (Baihu tongyi) 《白虎通義》                                                                             | (1. változat) Fu-hszi (Fuxi) 伏羲, Sen-nung (Shennong) 神農, Csu Zsung (Zhu Rong) 祝融 (2. változat) Fu-hszi (Fuxi) 伏羲, Sen-nung (Shennong) 神農, Szuj-zsen (Suiren) 燧人                             |
| Feng-szu tung-ji (Fengsu tongyi)                                                                                       | Fu-hszi (Fuxi) 伏羲, Nü-va (Nüwa) 女媧, Sen-nung (Shennong) 神農 |
| Ji-ven lej-csü (Yiwen leiju) 《藝文類聚》                                                                              | Égi fenség (Tien huang (Tian huang) 天皇), Földi fenség (Ti huang (Di huang) 地皇), Emberi fenség (Zsen huang (Ren huang) 人皇)                                                                         |
| Tung-csien vaj-csi (Tongjian waiji) 《通鑑外紀》                                                                       | Fu-hszi (Fuxi) 伏羲, Sen-nung (Shennong) 神農, Kung-kung (Gonggong) 共工 |
| Csun-csiu jün-to su (Chunqiu yundou shu) 《春秋運斗樞》 Csung-csiu jüan-ming pao (Chunqiu yuanming bao) 《春秋元命苞》 | Fu-hszi (Fuxi) 伏羲, Nü-va (Nüwa) 女媧, Sen-nung (Shennong) 神農 |
| Sang-su ta-csuan (Shangshu dazhuan) 《尚書大傳》                                                                       | Fu-hszi (Fuxi) 伏羲, Sen-nung (Shennong) 神農, Szuj-zsen (Suiren) 燧人 |
| Ti vang si-csi (Di wang shiji) 《帝王世紀》                                                                            | Fu-hszi (Fuxi) 伏羲, Sen-nung (Shennong) 神農, Huang-ti (Huangdi) 黃帝 |

### Az öt császár kora
A kínai történelem következő, legendás alakokból historizált korszaka az úgy nevezett „öt császár” (Vu ti (Wu di) 五帝) kora. A források ebben az esetben sem egységesek. A hagyomány szerint ez a korszak egészen a Nagy Jü (Yu) által megalapított Hszia (Xia)-dinasztia megjelenéséig, kb. i. e. 2070-ig tartott.
| Források                                    | Öt császár                                                                                       |
| ------------------------------------------- | ------------------------------------------------------------------------------------------------ |
| A történetíró feljegyzései                  | Huang-ti (Huangdi) 黃帝, Csuan-hszü (Zhuanxu) 顓頊, Ku 嚳, Jao (Yao) 堯, Sun (Shun) 舜           |
| Ti vang si-csi (Di wang shiji) 《帝王世紀》 | Sao-hao (Shaohao) 少昊, Csuan-hszü (Zhuanxu) 顓頊, Ku 嚳, Jao (Yao) 堯, Sun (Shun) 舜            |
| Ji csing (Yi jing) 《易經》                 | Taj-hao (Taihao) 太昊, Jen-ti (Yandi) 炎帝, Huang-ti (Huangdi) 黃帝, Jao (Yao) 堯, Sun (Shun) 舜 |